# Lycophidion nanum
Lycophidion nanum (карликова вовча змія) — вид змій родини Lamprophiidae. Мешкає в Мозамбіку і Зімбабве.

## Поширення і екологія
Карликові вовчі змії мешкають в центральному Мозамбіку та на крайньому заході Зімбабве. Вони живуть в рідколіссях міомбо.